# سینه‌سرخ چانه‌سیاه
سینه‌سرخ چانه‌سیاه (نام علمی: Poecilodryas brachyura) نام یک گونه از سرده کوچک‌پری‌ها است.